# كأس الإنتركونتيننتال 1988
كأس الإنتركونتيننتال 1988 هو الموسم 27 من  كأس الإنتركونتيننتال. الذي يشرف على تنظيمه الاتحاد الأوروبي لكرة القدم، وكان عدد الأندية المشاركة فيه  2، وفاز فيه ناسيونال مونتيفيديو.